# Воллейко, Чеслав
Чеслав Воллейко (пол. Czesław Wołłejko) — польский актёр театра, кино, радио, телевидения, также театральный режиссёр.

## Биография
Чеслав Воллейко родился 17 марта 1916 года в Вильнюсе. Дебютировал в театре в 1939 г. Актёрское образование получил в Актёрском студию у Польского театра Белорусской ССР в Белостоке, которую окончил в 1940 году. Актёр театров в Лодзи (Театр Войска Польского 1945—46), Познани (Польский театр в Познани 1946—47), а затем в Варшаве (Польский театр в Варшаве, Современный, Классический, «Атенеум»). Выступал в спектаклях «театра телевидения» в 1955—1979 гг. Был также преподавателем Театральной академии им. А. Зельверовича в Варшаве. Умер 7 февраля 1987 года в Варшаве, похоронен на кладбище «Воинское Повонзки».
Его дочери — актрисы Магдалена Воллейко (род. 1942) и Иоланта Воллейко (род. 1955).

## Избранная фильмография
| Год  | Русское название                              | Оригинальное название      | Роль                                     |
| ---- | --------------------------------------------- | -------------------------- | ---------------------------------------- |
| 1952 | Юность Шопена                                 | Młodość Chopina            | Фредерик Шопен                           |
| 1960 | Счастливчик Антони                            | Szczęściarz Antoni         | Антони                                   |
| 1962 | Чёрные крылья                                 | Czarne skrzydła            | директор Коур                            |
| 1963 | Беспокойная племянница                        | Smarkula                   | Богдан Левандовский                      |
| 1966 | Давай любить сиренки                          | Kochajmy syrenki           | Северин Патера                           |
| 1967 | Ставка больше, чем жизнь (только в 8-й серии) | Stawka większa niż życie   | штурмбаннфюрер Гайбель                   |
| 1967 | Это твой новый сын                            | To jest twój nowy syn      | Роланд «Жучок», инженер кибернетик       |
| 1969 | Человек с ордером на квартиру                 | Człowiek z M-3             | голос рассказчика                        |
| 1968 | Приключение с песенкой                        | Przygoda z piosenką        | Кокс                                     |
| 1969 | Приключения пана Михала                       | Przygody pana Michała      | епископ                                  |
| 1970 | Князь сезона                                  | Książę sezonu              | Стефан Пулман                            |
| 1971 | Миллион за Лауру                              | Milion za Laurę            | председатель комиссии на телевидении     |
| 1972 | Коперник                                      | Kopernik                   | епископ Лукаш Ватценроде, дядя Коперника |
| 1972 | Спасение                                      | Ocalenie                   | пациент                                  |
| 1972 | Свадьба                                       | Wesele                     | гетман                                   |
| 1974 | Двери в стене                                 | Drzwi w murze              | Малярский, режиссёр                      |
| 1974 | Первый правитель                              | Gniazdo                    | император Оттон I Великий                |
| 1975 | Отель «Пацифик»                               | Zaklęte rewiry             | барон Хуманевский, гомосексуалист        |
| 1976 | Прокажённая                                   | Trędowata                  | Мацей Михоровский, дед Вальдемара        |
| 1977 | Кукла                                         | Lalka                      | барон Кшешовский                         |
| 1978 | Семья Поланецких                              | Rodzina Połanieckich       | Плавицкий, отец Марыни                   |
| 1978 | Жизнь, полная риска (только в 4-й серии)      | Życie na gorąco            | председатель Клюни                       |
| 1981 | Любовь тебе всё простит                       | Miłość ci wszystko wybaczy | Бучиньский, директор театра              |
| 1981 | Большой пикник                                | Wielka majówka             | Радомир Корш-Умельский, гомосексуалист   |
| 1982 | Дантон                                        | Danton                     | Вадье                                    |
| 1984 | Марыня                                        | Marynia                    | Плавицкий, отец Марыни                   |

## Признание
- 1952 — Государственная премия ПНР 2-й степени.
- 1967 — Награда председателя «Комитета в дела радио и телевидение».
- 1969 — Награда Министра культуры и искусства ПНР 1-й степени.
- 1977 — Награда председателя «Комитета в дела радио и телевидение» 1-й степени за выдающиеся режиссёрские и актёрские успехи в «театре телевидения».